# Satz (Sport)
Als Satz bezeichnet man im Sport häufig einen Abschnitt des Spiels. In der Regel ist er bei Ballsportarten vorzufinden. 

## Badminton
Gezählt wird im Badminton nach Punkten und nach Sätzen. Seit 2006 wird nach einer neuen Zählweise – der so genannten Rally-Point-Methode – gezählt. Jede Partei erzielt, unabhängig vom Aufschlagsrecht, bei einem Fehler des Gegners einen Punkt. Es werden zwei Gewinnsätze bis 21 Punkte je Satz gespielt. Eine Partei hat einen Satz gewonnen, wenn sie als erste 21 Punkte erreicht und dabei mindestens 2 Punkte mehr als die gegnerische Partei hat. Bei 21:20 wird das Spiel solange verlängert, bis eine Partei mit 2 Punkten führt (bis maximal 30 Punkte). Ein Satzergebnis von 30:29 ist demnach möglich.
Für jeden gewonnenen Ballwechsel wird ein Punkt vergeben. Zusätzlich erhält die Partei, die den vorangegangenen Ballwechsel für sich entschieden hat, das Aufschlagsrecht. In den Jahren davor wurden mehrere Zählsysteme erprobt. Ursprünglich wurden zwei Gewinnsätze bis 15 Punkte gespielt (Ausnahme Dameneinzel – bis 11 Punkte), wobei nur die aufschlagende Partei punkten konnte.

## Squash
Wie beim Badminton wird auch beim Squash in Punkten und Sätzen gezählt. Ebenso erzielt jede Partei bei einem Fehler des Gegners einen Punkt, unabhängig vom Aufschlagsrecht. Der erste Spieler, der 11 Punkte erzielt, gewinnt den Satz. Beim Stand von 10:10 muss jedoch ein Zwei-Punkte-Abstand zum Satzgewinn hergestellt werden (z. B. 12:10, 13:11, 14:12 usw.). Eine Grenze nach oben hin gibt es nicht. Das Spiel ist gewonnen, wenn der erste Spieler drei Sätze für sich entschieden hat („best of five“). Es gibt aber auch Wettbewerbe, bei denen der Gewinn von zwei Sätzen ausreicht („best of three“).

## Tennis
Im Tennis wird das Spiel („Match“) in Sätze und die Sätze („Sets“) wiederum in Spiele („Games“) unterteilt. Ein Satz ist dann beendet, wenn der erste Spieler sechs Spiele gewonnen hat. Eine Ausnahme bildet der Spielstand von 6:5 Spielen. In dem Fall muss der führende Spieler ein siebtes Spiel gewinnen, um den Satz für sich zu entscheiden, der Endstand wäre somit 7:5. Kann der Gegenspieler zum 6:6 ausgleichen, wird ein sogenannter Tie-Break gespielt. Diesen gewinnt derjenige Spieler, der zuerst sieben Punkte erzielt. Ab einem Stand von 6:6 im Tie-Break muss ein Zwei-Punkte-Abstand erreicht werden, um den Satz zu gewinnen (z. B. 8:6).

## Tischtennis
Ein Satz endet, wenn ein Spieler elf Gewinnpunkte erreicht hat und dabei mindestens zwei Punkte Vorsprung hat, zum Beispiel 11:9, 12:10, 13:11. Beim Stand von 10:10 geht der Satz in die Verlängerung. Dabei wechselt das Aufschlagsrecht nach jedem Punkt. Die Verlängerung endet dann, wenn sich ein Spieler zwei Punkte Vorsprung erkämpft hat.
Ein Spiel besteht aus mehreren Sätzen. Bei regionalen oder überregionalen Mannschaftskämpfen sind meistens drei Gewinnsätze vorgeschrieben („best of five“). Ein Spiel endet so nach höchstens fünf Sätzen (3:2). Bei besonders wichtigen Wettkämpfen, wie nationalen Meisterschaften, Europa- oder Weltmeisterschaften, steht jedoch der Sieger erst nach vier Gewinnsätzen fest. Nach jedem Satz werden die Seiten gewechselt. Im entscheidenden letzten Satz, also bei einem Stand von 2:2 (oder 3:3 bei vier Gewinnsätzen), werden die Seiten gewechselt, sobald ein Spieler fünf Punkte erreicht hat.
Beim World Cup 2024 in Macau experimentierte der Weltverband ITTF erstmals mit Spielen bestehend aus vier Sätzen, die auch mit 2:2 Remis enden können.

## Volleyball
Im Volleyball gibt es maximal fünf Sätze („best of five“). Gespielt wird auf 25 Punkte, wobei der Gewinner zwei Punkte Vorsprung haben muss. Die Seiten werden nach jeweils einem Satz gewechselt. Gewinner des Spiels ist, wer zuerst drei Sätze gewonnen hat. Ein fünfter Satz, auch Entscheidungssatz oder Tie-Break genannt, wird bis fünfzehn Punkte gespielt oder ebenfalls mit mindestens zwei Punkten Unterschied. Außerdem werden in diesem letzten Satz die Seiten gewechselt, sobald die erste Mannschaft acht Punkte erreicht hat.
In einigen Wettbewerben, insbesondere im Jugendbereich, wird nur auf zwei Gewinnsätze gespielt („best of three“). Der dritte Satz wird als Entscheidungssatz so durchgeführt wie oben für den fünften Satz beschrieben.
Im Beachvolleyball wird auf zwei Gewinnsätze gespielt („best of three“). Ein Satz endet nach 21 Punkten, der dritte nach 15 – jedoch immer mit mindestens zwei Punkten Unterschied. Damit beide Teams gleiche Bedingungen bezüglich der Witterungsverhältnisse, wie Sonne oder Wind, haben, werden nach jeweils sieben gespielten Punkten die Seiten gewechselt.